# La fenice (album)
La fenice è un album discografico della cantautrice italiana Andrea Mirò, pubblicato nel 2009.

## Tracce
1. Prima che sia domani – 3:53
2. La fenice – 3:36
3. Il viaggiatore – 3:52
4. Un piccolo graffio – 3:47
5. Hey Cowboy – 3:41
6. Dimentica – 3:37
7. The Riddle – 2:37
8. I figli degli altri – 3:57
9. Irraggiungibile – 4:19
10. L'avversario – 3:40
11. Ordine / Disordine – 3:39
12. Hymne à l'amour – 3:30